# Hyrrokkin
Pour la lune de Saturne, voir Hyrrokkin (lune).

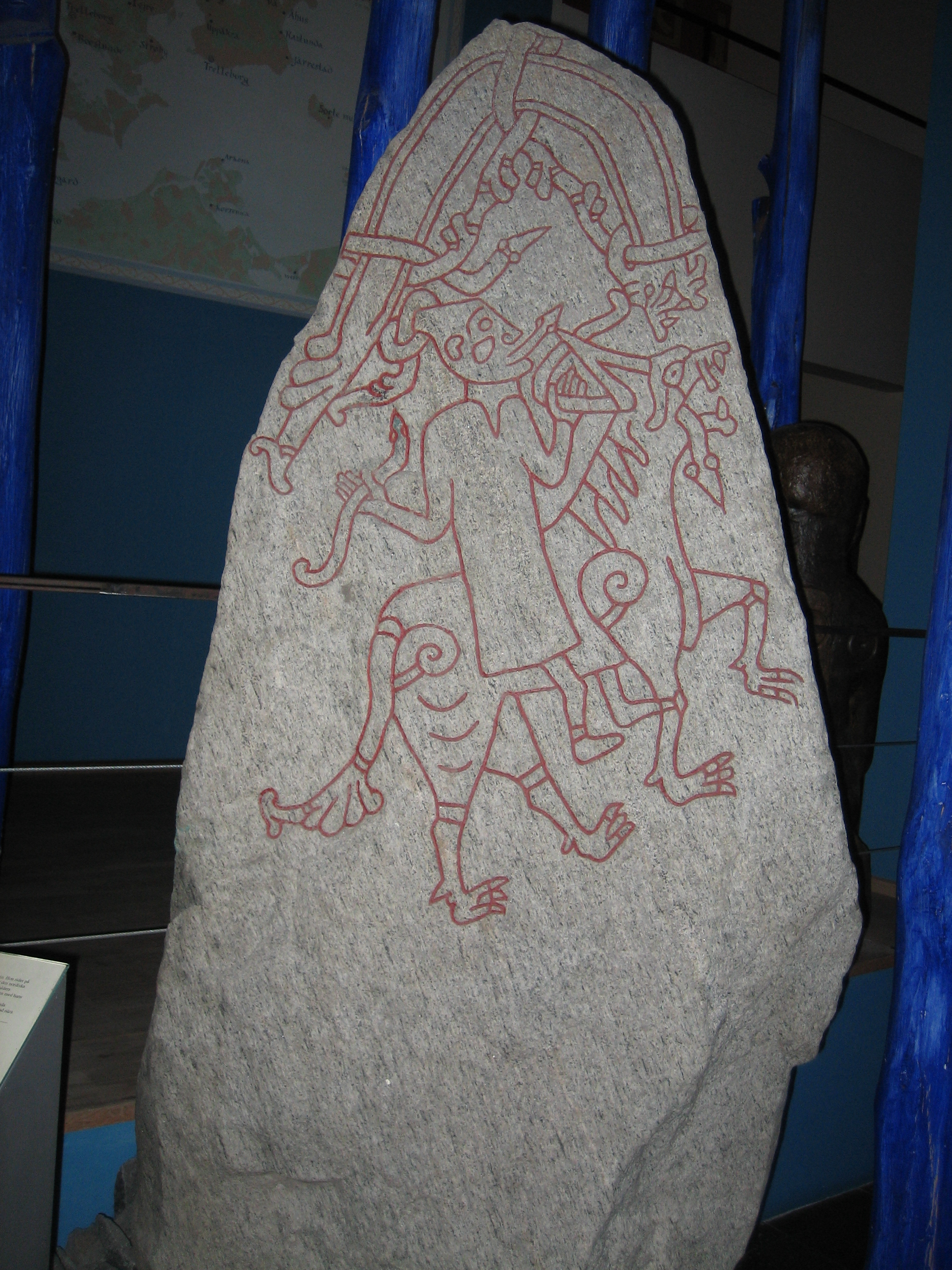
Le monument de Hunnestad pourrait représenter Hyrrokkin.

Hyrrokkin (« racornie par le feu ») est une géante de la mythologie nordique. C'est elle qui mit à l'eau le bateau sur lequel Baldr fut brûlé.
Snorri Sturluson rapporte dans la Gylfaginning que, lorsque Baldr fut mort, les Ases portèrent son corps au bord de la mer et le déposèrent sur son bateau, Hringhorni, pour l'y brûler. Mais ils furent incapables de lancer le navire à la mer. Ils firent alors venir Hyrrokkin des Jötunheimar. La géante arriva chevauchant un loup, un serpent venimeux en guise de rênes. Quand elle descendit de sa monture, Odin chargea quatre berserkir de s'en occuper, mais ils ne purent la maîtriser et durent l'abattre. Hyrrokkin parvint du premier à coup à pousser le bateau, si fort que des étincelles jaillirent des rondins placés sous la quille et que la terre trembla. Cela mit Thor en colère, qui saisit son marteau et aurait tué la géante si les dieux n'avaient pas demandé sa grâce.
Toutefois, dans un poème sur Thor datant de la fin du Xe siècle, Þorbjörn dísarskáld affirme que le dieu tua Hyrrokkin. 
Hyrrokkin est aussi mentionnée dans une þula de géantes.
La scène où la « Hildr de la montagne » (géante) met à l'eau le « Sleipnir de la mer » (bateau) est aussi évoquée dans la Húsdrápa d'Úlfr Uggason, composée vers 985. L'une des pierres du monument de Hunnestad (Scanie), daté du XIe siècle, représente un personnage chevauchant un loup, avec un serpent pour bride, qui pourrait être Hyrrokkin.